# Dominča vas
Dominča vas (nemško Deinsdorf) je naselje v občini Štalenska gora v okraju Celovec-dežela na Koroškem v Avstriji.

## Geografska umeščenost v prostor
Dominča vas se nahaja ob glavni cesti med Celovcem in Mostičem vzhodno od Šenttomaža v neposredni bližini Vasje vasi na severnem robu osrednjega Celovškega polja. 

## Poimenovanje
Pavel Zdovc je zapisal rabo krajevnega imena kot sledi: Dominča vas pri Timenici; v Dominči vasi, v Dominčo vas, iz Dominče vasi, občini Štalenska gora], pošta 9064 Štalenska gora.

## Cerkvena ureditev
Dominča vas pripada dvojezični dekaniji Tinje, ki je bila do leta 1938 slovenska ter je sedaj uradno dvojezična, medtem ko je župnija Timenica, kateri pripada dominča vas, uradno le še nemška. 

## Zgodovina
Še pred nekaj desetletji je bilo današnje središče občine majhen kmečki zaselek s sedmimi hišami. 
Ime vasi, prvič dokumentirano leta 1263, izhaja iz osebnega imena Dionysius. Večina vasi (vključno z domačijami Šimonale/Schimonale, Kundiker in Markele) je bila podrejena uradu Timenica goriških grofov. Ker se je to majhno gospostvo zaradi podeljevanja fevdov in donacij skrčilo na nekaj podložnikov, je bilo v poznem srednjem veku združeno z gospostvom Kamen v Podjuni, ki pa je bilo od 17. stoletja le urad v okviru gospostva Ženek. Huba p.d. Polanc je bila zavezana plačevati dajatve gospostvu v Otmanjah. To lahko pojasni ime njegove kmetije (Polanz < polje), saj je bila edina kmetija, ki je ležala v ravnini v tem gospostvu.

### Koseška posest Vornik
Stran od središča vasi se nahaja presenetljivo posestvo p.d. Vornik (danes Strasshof), ki je bilo podrejeno podružnični cerkvi svetega Martina pri Frajnberku. Ločena lega in domače hišno ime Vornik (> dvornik < nem. Hofer),  kaže na to, da je bila v prejšnjih časih kmetija nekaj posebnega (»dvor«, nem. »Hof«) v primerjavi s podrejeno kmetijo. To daje razlog za domnevo, da je bilo to posestvo nekoč koseška posest  oziroma koseževina, ki je bila podarjena cerkvi.

### Katastrska meja
Timeniški potok in cesta tukaj tvorita katastrsko mejo, tako da je Dominča vas že skoraj 25O let del treh davčnih skupnosti (Šenttomaž, Bela in Svinča vas). Vodna moč potoka se tu že od 13. stoletja uporablja za mlin. V zgodnjem novem veku je bila v Dominči vasi tudi gostilna.

### Novejša doba
Razvoj kraja v središče občine je bil sprva pogojen z naključjem. Leta 1930 je občina Šenttomaž kupila majhno posestvo p.d. Kundikar/Kundiker in tako prvič dobila svojoe poslopje za občinski urad. Po vojni je bil zgrajeno novo poslopje za kmečko zadrugo na mestu nekdanje domačije p.d. Šajnik/ Scheinigg. Medtem ko je bil nakup posestva Kundikar kot poslovne stavbe leta 1930 bolj naključna odločitev, so vsi nadaljnji koraki temeljili na urbanističnih premislekih. Ker ima Dominča vas ugodno lego v središču občine, je bil tu zgrajen novi občinski urad (1969), prvi stanovanjski blok (1967) in nova centralna osnovna šola s telovadnico (1969). Vendar je v zadnjih 20 letih porast motorizacije negativno vplival na cestne vasi ob glavni cesti v dolino Krčice.
Zato je projekt vrtca naletel na hud odpor. Na koncu so našli kompromisno lokacijo v Dominči vasi, vendar stran od ceste. Nadaljnje stanovanjske stavbe podjetja »Kärntner Heimstätte« ter gradnja telovadnice in dvorane za prireditve (1995) so dodatno okrepile vlogo Dominče vasi kot osrednjega kraja, čeprav vas po številu prebivalcev ne more slediti drugim glavnim naseljem. 

### Nov kulturno-izobraževalni center »Forum«
Z izgradnjo kulturnega in izobraževalnega centra so številne vasi v občini dobile novo krovno središče (forum) - vaško središče kot prostor srečevanja z rekreacijsko kakovostjo in tržnim značajem. 

## Narečje
Nemščina je prisotna v obliki osrednje-koroškega nemškega narečja.
Zgodovinsko domače slovensko narečje je bila poljanščina Celovškega polja, kot je bilo zapisano v sosednji vasi Zapuže v doktorski disertaciji Katje Sturm-Schnabl leta 1973 ter terminološko opredeljeno kot takšno šele v okviru znanstveno raziskovalnega dela Bojana-Ilije Schnabla ob pripravah za Enciklopedije slovenske kulturne zgodovine na Koroškem (2010 oz.  2016). O postopni germanizaciji področja je zapisano pričevanje duhovnika Pavla Zablatnika v Enciklopediji slovenske kulturne zgodovine na Koroškem  za časa njegovega delovanja v sosednji župniji Otmanje med letoma 1971 in 1962. Zapisano je: »V pogovoru z avtorjem o njegovem delu v župniji Otmanje, ki je bila edina župnija v dekaniji Tinje, ki je bila v medvojnem obdobju vodena dvojezično v nemščini in slovenščini (druge so bile slovenske), po vojni pa je bila vodena v nemščini, je poročal, da so se mu starejše ženske v župniji pod varstvom zaupnosti spovedovale v slovenščini. Tudi to je izjemen pokazatelj jezikovno-sociološkega razvoja slovenščine v župniji in v politični občini Štalenska gora.« 

## Ledinska imena
Ledinska imena so bila na osnovi občinske zgodovine  občinski Štalenske gore Wilhelma Wadla znanstveno obdelana za celotno Celovško polje v okviru znanstveno raziskovanega dela Enciklopedije slovenske kulturne zgodovine na Koroškem od Bojana-Ilija Schnabla.  Važen uradni vir predstavlja tudi Franciscejski kataster, ki so objavljeni na spletu dežele Koroške. Zgodovinski fonetski zapisi predstavljajo slovensko narečno obliko, v kolikor so le-to uradniki češkega porekla razumeli. 
V Dominči vasi so zapisana sledeča ledinska imena:
- Zgornje polje (nem. Oberfeld)[15]) (severo-zahod)
- Dominčevaško polje (nem. Deinsdorfer Feld)[16] (vzhod)
- Vasjevaško polje (nem. Lassendorfer Feld)[17] (jugo-vzhod)
- Zapužko polje (nem. Haagfeld)[18] (zahod)[19] [20]

## Hišna imena
Wadl navaja sledeča hišna imena:
- p.d. Kundikar (> nem. Kundiker);
- p.d. Markele (< nem. Markele);
- p.d. Polanc (> nem. Polanz, Polanzhube);
- p.d. Šajnik (> nem. Scheinigg);
- p.d. Šimone (> nem. Schimonale (mali Šimon9);
- p.d. Vornik (*dvornik < dvor) (> nem. Wornig) (danes Strasshof).[21]

## Slovensko kulturno življenje
Začetek 20. stoletja je bila Dominča vas (enako kot sosednje Zgornje Goriče) zajeta v kulturno življenje Slovenskega prosvetnega društva »Edinost Št. Tomaž«, ki je bilo ustanovljeno leta 1910 ter »Hranilnice in posojilnice Št. Tomaž«, ki je bila ustanovljena leta 1912/13 v Šenttomaža pri Celovcu. 